# Robert Jefferson
Robert Jefferson (né le 11 juillet 1881 et mort le 1er janvier 1968) est un évêque anglican canadien. Il est l'évêque du diocèse d'Ottawa de 1939 à 1954.

## Biographie
Robert Jefferson est né le 11 juillet 1881. En 1908, il est ordonné prêtre. Il est d'abord curé à Edmonton en Alberta et à Winnipeg au Manitoba. Par la suite, il travaille à Ottawa en Ontario. De 1926 à 1939, il est chanoine à la cathédrale Christ Church d'Ottawa.
De 1939 à 1954, il est évêque du diocèse d'Ottawa. Il est décédé le 1er janvier 1968.